# ISO 3166-2:BG
ISO 3166-2:BG é o subconjunto de códigos definidos em ISO 3166-2, parte do padrão ISO 3166 publicado pela Organização Internacional para Padronização (ISO), para os nomes das principais subdivisões da Bulgária.
Os códigos cobrem 28 Províncias. Cada código é composto de duas partes, separadas por um hífen. A primeira parte é BG, o código ISO 3166-1 alfa-2 de Bulgária, A segunda parte é de dois dígitos (01-28). Os códigos são atribuídos em búlgaro.

## Códigos atuais
Códigos ISO 3166 e nomes das subdivisões estão listadas como é o padrão oficial publicada pela Agência de Manutenção (ISO 3166/MA).
As colunas podem ser classificadas clicando nos respectivos botões.
| Código | Província      |
| ------ | -------------- |
| BG-01  | Blagoevgrad    |
| BG-02  | Burgas         |
| BG-08  | Dobrich        |
| BG-07  | Gabrovo        |
| BG-26  | Haskovo        |
| BG-09  | Kardzhali      |
| BG-10  | Kyustendil     |
| BG-11  | Lovech         |
| BG-12  | Montana        |
| BG-13  | Pazardzhik     |
| BG-14  | Pernik         |
| BG-15  | Pleven         |
| BG-16  | Plovdiv        |
| BG-17  | Razgrad        |
| BG-18  | Ruse           |
| BG-27  | Shumen         |
| BG-19  | Silistra       |
| BG-20  | Sliven         |
| BG-21  | Smolyan        |
| BG-23  | Sófia          |
| BG-22  | Sófia          |
| BG-24  | Stara Zagora   |
| BG-25  | Targovishte    |
| BG-03  | Varna          |
| BG-04  | Veliko Tarnovo |
| BG-05  | Vidin          |
| BG-06  | Vratsa         |
| BG-28  | Yambol         |

## Mudanças
As seguintes alterações para a entrada foram anunciadas em boletins pela ISO 3166/MA desde a primeira publicação da ISO 3166-2, em 1998:
| Boletim | Data da publicação                                           | Descrição da alteração no boletim |
| ------- | ------------------------------------------------------------ | --- |
| I-2     | 21 de maio de 2002                                           | Disposição nova subdivisão: Nove regiões com nomes antigos (outros dois, com código anterior). Dez regiões com novos nomes. Novas referências para a fonte de lista, o código fonte e sistema de romanização. |
| I-9     | 28 de novembro de 2007                                       | Aplicação do sistema de romanização em 26 de outubro de 2006. |
| II-3    | 13 de dezembro de 2011 (corrigida em 15 de dezembro de 2011) | Local nome de país ajuste de sistema de romanização e atualização da lista de origem. |